# Filosofia cristiana
La filosofia cristiana és la pràctica filosòfica a la llum dels principis i les creences cristianes. La definició del terme ha estat debatut sobretot al segle XIX i principis del XX, especialment en unes jornades específiques a la Sorbona de 1931. El punt de partida crític sovint ha estat que el cristianisme no és una filosofia sinó una religió, però que filòsofs cristians han determinat una gran part de la filosofia occidental.
Els períodes històrics que s'han identificat en la filosofia cristiana són la Patrística (segles II-VII), l'Escolàstica (segles IX-XIII) i la premodernitat (segles XIV-XV) segons diversos historiadors. Apareix al segle iii amb l'objectiu de conciliar ciència i fe, partint d'explicacions racionals naturals amb l'ajuda de la revelació cristiana. Diversos pensadors com Orígenes d'Alexandria i Agustí d'Hipona argumentaven d'aquesta manera la relació harmònica entre ciència i fe, mentre d'altres com Tertulià afirmaven que hi havia contradicció i d'altres intentaven diferenciar-les. Un dels principals debats al voltant del terme és si aquests períodes s'han d'incloure en la història de la filosofia o de la teologia.

## Història

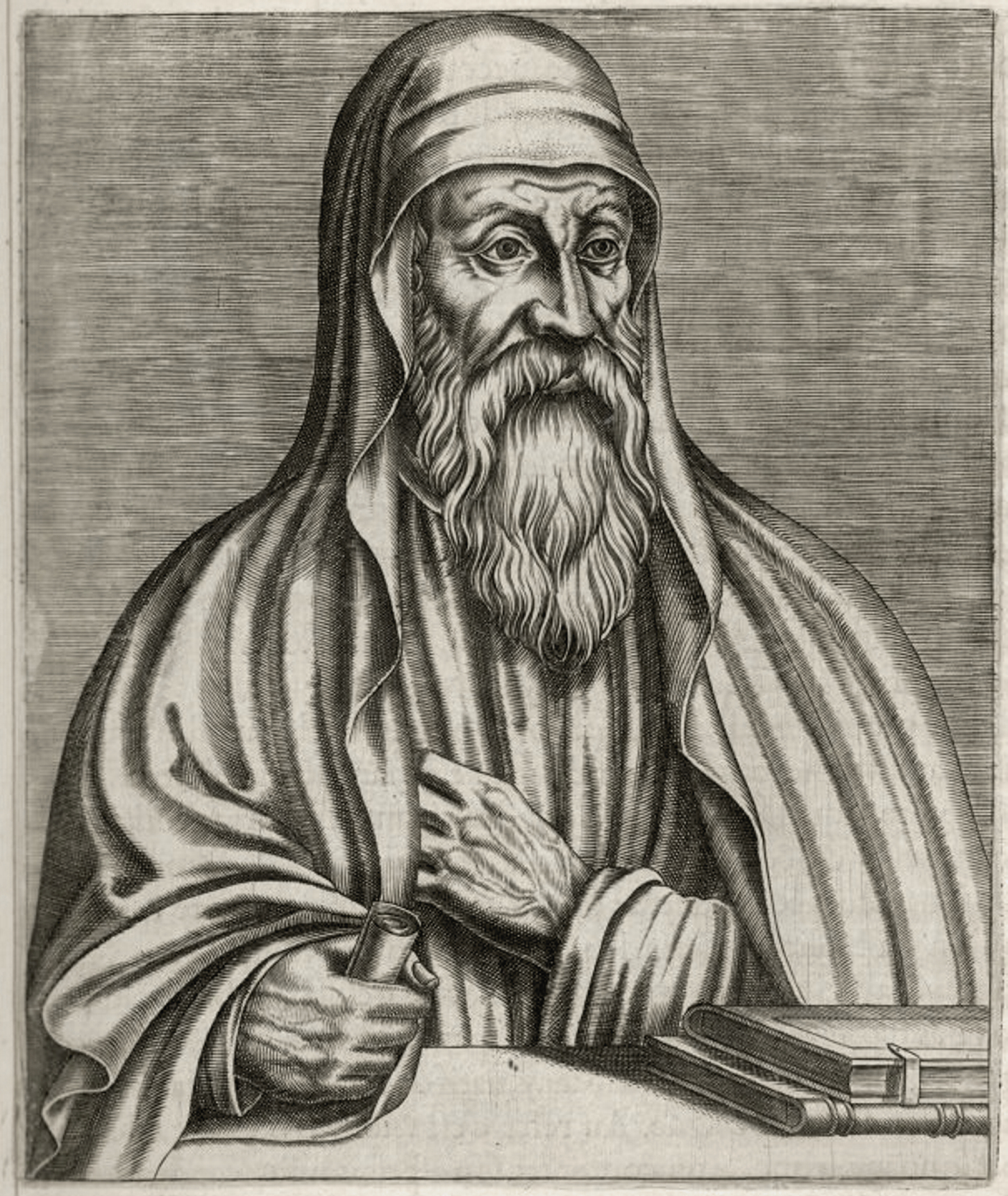
Hi ha un consens entre els estudiosos en considerar que Orígenes va ser el primer filòsof cristià que va presentar una teoria filosòfica més completa que les altres que hi havia en aquell moment.

La filosofia cristiana, com a desenvolupament històric d'aquesta disciplina, comença amb l'arribada de la tradició cristiana dins de l'àrea d'influència de la filosofia grega, el que representarà una nova etapa del pensament, un nou capítol en la història de la filosofia, una nova forma d'interpretar el món.
Tradicionalment es considera que comença al voltant del segle iii a través del moviment de la comunitat cristiana anomenada Patrística, que inicialment tenia com a objectiu principal la defensa del cristianisme. A mesura que es va estendre el cristianisme, els autors patrístics es van comprometre cada cop més amb les escoles filosòfiques de l'Imperi Romà hel·lenitzat. Van aprendre d'alguns aspectes d'aquestes idees circumdants la manera d'articular millor la revelació del cristianisme de Jesucrist com a Déu encarnat i un amb Déu Pare i Déu Esperit. El desenvolupament de les idees cristianes suposa una ruptura amb la filosofia dels grecs, tenint en compte que el punt de partida de la filosofia cristiana és el missatge religiós cristià.
Molts estudiosos consideren que Orígenes d'Alexandria va ser el primer mestre cristià que va presentar plenament la filosofia i la metafísica cristianes com una alternativa més forta a altres escoles, especialment al platonisme. Tant Origen Against Plato de Mark J. Edwards com la introducció a Origen: On First Principles, traduït i introduït per John Behr, són dos exemples destacats d'aquesta història d'una filosofia i metafísica específicament cristianes.
A partir del segle xi, la filosofia cristiana es va manifestar a través de l'escolàstica. Aquest és el període de la filosofia medieval que es va estendre fins al segle xv, com apunta T. Adão Lara. A partir del segle XVI, la filosofia cristiana, amb les seves teories, va començar a conviure amb les teories científiques i filosòfiques independents.

## Característiques

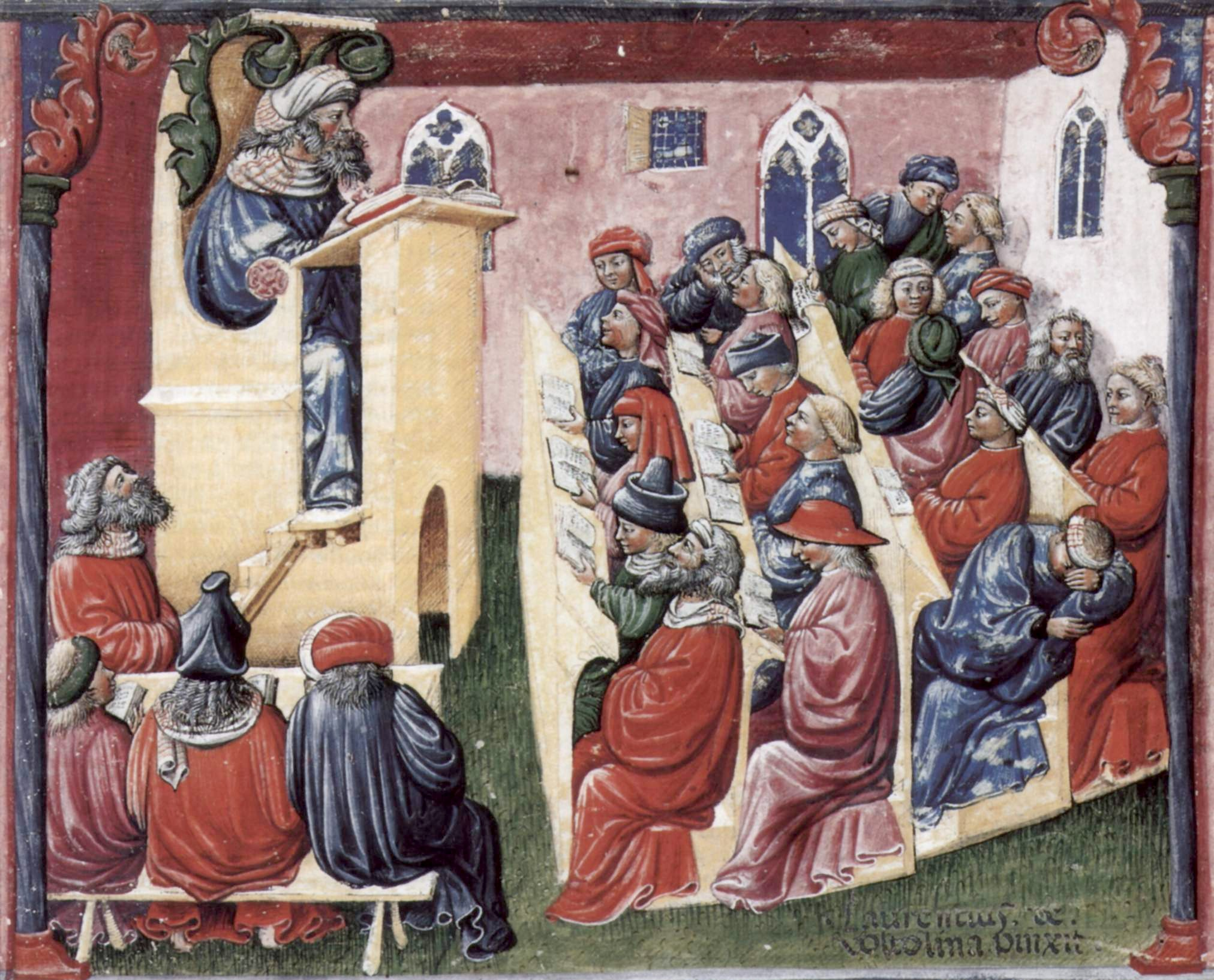
La patrística i l'escolàstica, representada en aquesta imatge d'una classe a l'edat mitjana, són considerades tradicionalment les dues primeres etapes de la filosofia cristiana.

### Demostració natural
El punt de partida filosòfic de la filosofia cristiana és la lògica, sense excloure la teologia cristiana. Encara que hi ha una relació entre les doctrines teològiques i la reflexió filosòfica en la filosofia cristiana, les seves reflexions són estrictament racionals. D'aquesta manera de veure les dues disciplines, si almenys una de les premisses d'un argument es deriva de la revelació, l'argument cau en el domini de la teologia; en cas contrari cau en el domini de la filosofia.

### Justificació de les veritats de la fe
Fonamentalment, els ideals filosòfics cristians són fer evidents racionalment les conviccions religioses mitjançant la raó natural. L'actitud del filòsof cristià està determinada per la fe en qüestions relacionades amb la cosmologia i la vida quotidiana. En la filosofia cristiana, es busquen les condicions per a la identificació de la veritat eterna, caracteritzat per la religiositat
Hi ha crítiques a la filosofia cristiana perquè la religió cristiana és en aquesta època hegemònica i centralitza l'elaboració de tots els valors. Es qüestiona la coexistència de la filosofia i la religió, ja que la filosofia mateixa és crítica i la religió es basa en la revelació i els dogmes establerts. Lara creu que a l'Edat Mitjana hi havia qüestions i escrits amb característiques filosòfiques, tot i que predominaven la religió i la teologia. D'aquesta manera es va establir per dogmes, en alguns aspectes, que no van impedir construccions filosòfiques significatives.

### Tradició
La filosofia cristiana es desenvolupa a partir de les filosofies predecessores. Es justifica bàsicament en la filosofia grega, l'acadèmia d'Agustí d'Hipona i la patrística. És en la tradició del pensament filosòfic cristià o del judaisme, de qui va ser heretat de l'Antic Testament i, més fonamentalment, en el missatge de l'Evangeli, que registra o al centre del missatge propugnat pel cristianisme.
L'escolàstica va rebre influència tant de la filosofia jueva com de la filosofia islàmica. Aquesta Europa cristiana no va romandre exclusivament influenciada per ella mateixa, sinó que va patir fortes influències d'altres cultures.

### Sistematització
La "Unitat Divina" "intercedeix" per sistematitzar de manera completa els problemes de la realitat "global/mundana". La visió global tendeix a una coherència inherent. La revelació cristiana mateixa proporciona al cristià una visió general.

## Debat teòric

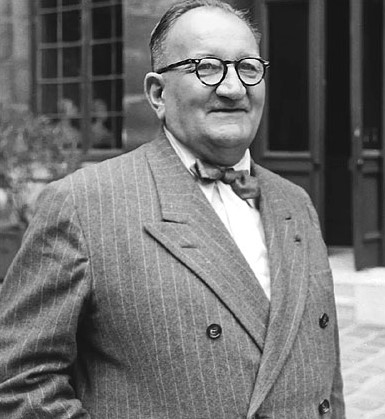
Els dos pensadors que representen el debat entre la valdesa de la filosofia cristiana segons diversos estudios són Étienne Gilson, a la imatge, i Émile Bréhier. El primer va defensar que la patrística i l'escolàstica havien estat la base del pensament de filòsofs com Descartes, mentres que Bréhier rebutjava aquest plantejament perquè si no hi havia una filosofia aprobada oficialment per l'Església no hi podia haver una filosofia cristiana.

La possibilitat de l'existència d'un pensament racional i al mateix temps cristià s'ha posat en dubte tant des del racionalisme com del fideisme. Pel racionalisme d'Immanuel Kant, la raó universal és el principi sobirà de tot, i per Hegel la fe és un nivell inferior del desenvolupament de l'esperit. Des de la perspectiva oposada, el fideisme de Kierkegaard considera que el cristianisme no admet cap premissa racional, perquè "la fe és sempre un escàndol per la raó". Martin Heidegger va arribar a dir que la idea d'una filosofia cristiana era tan contradictòria com la idea d'un "ferro de fusta".
El 1879 el papa Lleó XIII amb l'encíclica Aeternni Patris, va defensar que "la veritat filosòfica és preparació, ajuda i defensa de la fe revelada". La filosofia té un àmbit propi d'autonomia i un objecte específics, diferents de l'objecte de la fe i la teologia, però segons Lleó XIII fer filosofia respectant la fe cristiana significa situar-se "en les millors condicions per a filosofar". A partir d'aquest moment es va començar a utilitzar el terme en sentit històric i teòric.
A finals del segle XIX M. Blondel analitza la situació i conclou que el terme filosofia cristiana és contradictori. Defensa que no té sentit parlar de filosofia cristiana si no es parla, per exemple, de física cristiana. Blondel afegeix que només mantenint-se autònoma, crítica i lliure, la filosofia pot fer descobrir la necessitat de la fe catòlica. Ètienne Gilson el 1920 va defensar que la patrística i escolàstica havien generat nocions filosòfiques originals que havien estat la base del pensament de Descartes i tota la filosofia moderna, un argument que generà les crítiques de Maurice de Wulf o Emile Brehier.
La situació va conduir a un dels debats més importants sobre l'existència d'una filosofia cristiana, que va tenir lloc el 1931 a la Sorbona, entre els membres de la Societat Filosòfica francesa. Émile Bréhier va defensar que no hi ha una filosofia aprovada oficialment per l'Església i, per tant, no hi ha filosofia cristiana. Per Leon Brunschvicg l'adjectiu cristiana nega el substantiu filosofia, perquè els cristians no han de buscar la veritat si ja l'han trobat amb Crist. Jacob Maritain va sostenir que la filosofia està subordinada a la teologia i, com a resultat, sempre és cristiana. Finalment, Gilson va afirmar que la filosofia cristiana és l'esperit que hi ha rere la patrística i l'escolàstica, en el sentit que la filosofia pot avançar amb més facilitat a la llum de la fe cristiana.